# Családnevek Békéscsabán
Ebben a szócikkben a békéscsabai szlovák (tót) eredetű családnevek kerülnek felsorolásra feltételezett eredetük, etimológiájuk alapján csoportosítva.

## Személynevekből
| Eredeti személynév                                                     | Magyar megfelelő     | Mai vezetéknév-változatok                      | Megjegyzés                                                                                          |
| ---------------------------------------------------------------------- | -------------------- | ---------------------------------------------- | --------------------------------------------------------------------------------------------------- |
| Adam                                                                   | Ádám                 | Adamik, Adamec                                 | |
| Apolónia                                                               | Apollónia            | Polonka                                        | |
| Baltazar                                                               | Baltazár             | Baliga*                                        | * Kárpátukrán, ill. valach eredetű                                                                  |
| Bartolomej                                                             | Bertalan             | Bartyik, Bartolák                              | |
| Benedikt                                                               | Benedek              | Bencsik                                        | |
| Blaho- kezdetű szláv nevek (pl. Blahomil, Blahomír, Blahoslav), Blažej | —                    | Blahut                                         | |
| Bohu- kezdetű szláv mevek (pl. Bohumil, Bohuslav, Bohuslav)            | pl. Bogumil, Bagamér | Bohus, Bócsik                                  | |
| Ďuraj*                                                                 | György               | Gyurik, Gyurcsik, Gyurkovics                   | * Régi, nyelvjárási személynévi alak, a mai forma a Juraj                                           |
| Fedor*                                                                 | Fedor                | Fedor, Fego (bizonytalan)                      | * Kárpátukrán, valach névforma; szlovákul Teodor                                                    |
| Filip                                                                  | Fülöp                | Filó, Filipinyi*                               | * Latinizált alak                                                                                   |
| František                                                              | Ferenc               | Franyó, Frankó                                 | |
| Gál*                                                                   | Gál                  | Galisz, Gálik, Gaulik, Galbicsek               | * A szlovákba is bekerült magyar névből                                                             |
| Gergely, Gedeon                                                        | —                    | Gécs*                                          | * Magyar eredetű vezetéknév                                                                         |
| Ivan                                                                   | Iván                 | Vaszkó, Vaszulya                               | Kárpátukrán, valach eredetű nevek                                                                   |
| Jáchim                                                                 | Joakim               | Áchim                                          | |
| Jakub                                                                  | Jakab                | Jakubcsák, Jakus                               | |
| Ján                                                                    | János                | Jantyik, Hanó*, Hankó*                         | * A Han- kezdetű alakok a név német eredetű becézőjéből képződtek                                   |
| Jozef                                                                  | József               | Pepó                                           | |
| Krištof                                                                | Kristóf              | Kriskó                                         | |
| Kuril*                                                                 | Cirill               | Kurilla                                        | * Görögkeleti névforma; a szlovák alak Cyril                                                        |
| Ladislav                                                               | László               | Laczó                                          | |
| Lavrinec*                                                              | Lőrinc               | Laurinyecz, Laukó                              | * Régi személynévi alakból, a mai forma a cseh nyomán Vavrinec                                      |
| Marek                                                                  | Márk                 | Markó, Marik*                                  | * bizonytalan                                                                                       |
| Mária                                                                  | Mária                | Marinyák                                       | |
| Martin                                                                 | Márton               | Martincsek                                     | |
| Matej                                                                  | Mátyás               | Macák, Macho, Machnic*                         | * A Machnic eredhet a máchnuť 'legyint, suhint' vagy mach 'moha' szavakból is                       |
| Matúš                                                                  | Máté                 | Matusik, Matuska                               | |
| Mečislav                                                               | —                    | Mecskó                                         | |
| Melchior                                                               | Menyhárt             | Melich, Melis, Meliska                         | |
| Michál                                                                 | Mihály               | Michalek, Miskó, Miskovic, Mihók               | |
| Mikuláš                                                                | Miklós               | Miklya, Mikusik                                | |
| Milo- kezdetű szláv nevek (pl. Miloslav, Milan)                        | pl. Milán            | Miló, Milec*                                   | * Köznévi eredetű is lehet a milec 'kegyenc, kedvelt személy' szóból                                |
| Miroslav                                                               | —                    | Minyó                                          | |
| Ondrej                                                                 | András               | Andrej*, Andó*, Ondrejcsik, Ondrejkovics       | * Az A- kezdetű formák az Andrej névváltozatból származnak; az Andó lehet magyar eredetű is         |
| Pavol, Pavel                                                           | Pál                  | Pauló, Palyik, Palyusik, Paulovics, Pavelka    | |
| Peter                                                                  | Péter                | Petró, Petri, Petrics, Petrás, Petrovics       | |
| Priška                                                                 | Piroska, Priszcilla  | Priskin                                        | |
| Prokop                                                                 | —                    | Prokopcsák, Prekop                             | Elsősorban görögkeleti névadás                                                                      |
| Roland                                                                 | Roland               | Rolkó                                          | |
| Sebastián                                                              | Sebestyén            | Seben*                                         | * A régi, nyelvjárási Šebastián névformából ered                                                    |
| Severín                                                                | Szeverin             | Szeverinyi, Szeverényi, Szeberinyi, Szeberényi | Latinizált formák                                                                                   |
| Stanislav                                                              | Szaniszló            | Sztanó, Sztankó, Sztancsik, Szeghalmi          | |
| Šimon                                                                  | Simon                | Simó, Simkó                                    | |
| Štefan                                                                 | István               | Stefanik, Stefkovics, Stefik                   | |
| Timotej                                                                | Timoteus             | Timkó                                          | Elsősorban görögkeleti névadás                                                                      |
| Tomáš                                                                  | Tamás                | Tomka, Tomasek                                 | |
| Valentín                                                               | Báint                | Valentinyi*, Valkó, Valkus, Valyuch            | * Latinizált alak                                                                                   |
| Vendelín                                                               | Vendel               | Vandlik                                        | |
| Vilhelm                                                                | Vilmos               | Vilim                                          | |
| Vincent                                                                | Vince                | Viczián                                        | |
| Vít                                                                    | Vid                  | Vida, Vidovics, Vitális                        | A Vida inkább magyar, a Vidovics pedig északra került délszláv eredetű. A Vitális latinizált forma. |
| Zachariáš                                                              | Zakariás             | Zachar                                         | |

## Szülőhelyük alapján
| Vezetéknév    | Szlovák írásmód               | Szlovák helynév                                                             | Magyar helynév | Megjegyzés |
| ------------- | ----------------------------- | --------------------------------------------------------------------------- | --- | --- |
| Antovszki     | Antovský                      | ? Andod [Andovce]                                                           | ? Andód | A névadó települést nem sikerült megbízhatóan azonosítani. Elképzelhető, hogy nem lakosnév, hanem lengyel mintára az Antov személynévhez képzett apanév.                                                                                    |
| Aradszki      | Aradský                       | Arad                                                                        | Arad | |
| Babinszki     | Babinský                      | I. Babiná; II. Babín                                                        | I. Bábaszék; II. Babin | |
| Babinyecz     | Babinec                       | I. Babiná; II. Babín; III. Babinec                                          | I. Bábaszék; II. Babin; III. Babaluska [Babarét] | A III. esetben magyar környezeti hatásra adott képzőtlen lakosnév. |
| Bagyinka      | Badínka                       | ? I. Badín; II. (Dolný / Horný) Badín                                       | I. Erdőbádony; II. (Alsó- / Felső-) Bágyon | Bella a lakosnevek közt említi, de valószínűbb, hogy személynévről van szó, mert -ka képzővel nem lesznek lakosnevek. |
| Bánszki       | Bánsky                        | Banka                                                                       | Bánk | |
| Békészki      | Békéšsky, Békešský            | I. Békéš; II.Békešská župa                                                  | I. Békés; II. Békés vármegye | |
| Belanka       | Belanka                       | ? Belá                                                                      | sok település | Bella a lakosnevek közt említi, de valószínűbb, hogy a szlovák beláň 'hirtelenszőke' ragadványnév továbbképzéséről van szó, mert egyrészt -ka képzővel nem lesznek lakosnevek, másrészt a lakosnév l-je lágy ly lenne.                      |
| Boldoczki     | Boldocký                      | Boldog                                                                      | Boldog | |
| Botyánszki    | Boťanský, Botiansky           | Boťany                                                                      | Battyán | |
| Bukovinszki   | Bukovinský                    | Bukovina                                                                    | 1. Bukovina; 2. Bukovina [Bükköskút] | |
| Cselovszki    | Čelovský                      | Čelovce                                                                     | 1. Csall; 2. Cselfalva | |
| Csuvarszki    | Čuvarský                      | Čuvár                                                                       | Csővár | |
| Dobroczki     | Dobročský                     | I. Dobroč; II. Dobročná                                                     | I. Dobrocs [Dabar]; II. Dobrocsna | |
| Dobrovszki    | Dobrovský                     | ? I. Dobrovice; II. Dobrów                                                  | – | Az alkalmas településnevek adatolhatatlansága felveti, hogy a Dobro- kezdetű személynevekhez (pl. Dobroslav) lengyeles apanév. |
| Dvoreczki     | Dvorecký                      | Dvorec                                                                      | 1. Dvorec [Bánudvard]; 1. Ivánkafalva része; 3. Ardanóc [Árdánfalva] része | |
| Gajovszki     | Gajovský                      | ?                                                                           | ? | Valamely magyar, szerb, lengyel Gaj(a) településnévből képzett szlovák lakosnév. |
| Gyiviczki     | Divický                       | Diviaky nad Nitricou                                                        | [Nyitra]divék | |
| Hrabovszky    | Hrabovský                     | I. Hrabovo; II. Hrabovka; III. Hrabovec                                     | I. Rózsahegy része; II. 1. Hrabovka [Szúcsgyertyános]; 2. Hrabovka [Bélagyertyános]; III. 1. Rabóc; 2. Izbugyarabóc; 3. Alsóhrabóc [Alsógyertyán]; 4. Sztropkóhrabóc [Alsógyertyán]; 5. Oroszhrabóc [Nagygereblyés] | |
| Hricsovinyi   | Hričovini                     | ? (Dolný / Horný) Hričov; Hričovské Podhradie                               | ? (Alsó- / Felső-) Hricsó [-ricsó]; Podhrágyhricsó [Ricsóváralja] | Vélhetően a településnév latinosított formájából. |
| Járovszki     | Jarovský                      | ? I. Jarovce, II. Jarovica                                                  | I. Horvátjárfalu; II. Papgyörgyfalva (Feketepatak része) | |
| Jelenovszki   | Jelenovský                    | Jelenová                                                                    | Gellénfalu (Alsóvásárd része) | |
| Jeszenszki    | Jesenský                      | I. Jasenie; II. (Turčianske / Dolné / Horné) Jaseno                         | I. Jaszena [Jecenye]; II. (Túróc- / Kis- / Alsó- / Nagy- / Felső-) Jeszen | |
| Kociha        | Kociha                        | ? Kociha                                                                    | Kecege | Bella a lakosnevek közt említi, de ilyen képzőtlenül magyar névadásra utalna, viszont ez esetben a településnév magyar alakját várnánk. Ezért inkább a Konštantin név kárpátukrán-valach Koc rövidüléséből alkotott személynévnek tartható. |
| Kociszky      | Kocižský                      | Kociha                                                                      | Kecege | |
| Kokavecz      | Kokavec                       | I. Kokava (nad Rimavicou); II.Liptovská Kokava                              | I. [Rima-] Kokova; II. Kokava | |
| Kolarovszky   | Kolárovský                    | ? Kolárovce (ma Kolárovice)                                                 | Kollárovic [Kolaróc] | |
| Krizsán       | Križan, Krížan                | ? Kríže                                                                     | Krizse [Kiskereszt] | Kniezsa nyomán valószínűbb, hogy a kríž 'kereszt' közszóból vagy a Krištóf rövidüléséből eredető személynév. |
| Krmeszky      | Krmešský                      | Krmeš                                                                       | 1. Papkörmösd; 2. Körmös | |
| Lehotczki     | Lehotský                      | Lehota                                                                      | Lehota | |
| Lestyán       | Lešťan                        | Lešť                                                                        | Lest | |
| Likerecz      | Likerec                       | Likier                                                                      | Likér (Nyustya része) | |
| Malatyinszki  | I. Malatinský; II. Malatínsky | I. Malatiná; II.Malatíny                                                    | I. Malatina; II. (Három-) Malatin | |
| Medovarszki   | Medovarský                    | Medovarce                                                                   | Méznevelő | |
| Mladonyiczki  | Mladonický                    | (Dolné / Horné) Mladonice                                                   | (Alsó- / Felső-) Mladonya [(Alsó- / Felső-) Légénd] | |
| Moravszki     | Moravský                      | I. Morava; II.(Hontianské / Kostolné / Opátove) Moravce; III. Zlaté Moravce | I. 1. Morvaország; 2. Morva folyó; II. (Hont / Egyház- / Apát-) Marót, III. Aranyosmarót | |
| Opauszky      | Opavský                       | Opava                                                                       | Apova [Apafalva] | |
| Ozsgyán       | Ožďan                         | Ožďany                                                                      | Osgyán | Képzőtlen magyar névadásnak tűnik. |
| Petrovszki    | Petrovský                     | I. Petrová; II. Petrovce; III. Petrovec; IV. Petrovo                        | I.Pitrova [Végpetri]; II. 1. Gömörpéterfala; 2. Petróc [Ungpéteri]; 3.Oroszpetróc [Sártó]; 4. Petróc; 5. Garancspetróc része                                                                                        | Lehet esetleg a Petrov személynévhez képzett apanév is. |
| Pribojszki    | Príbojský                     | Príboj                                                                      | 1. Nógrádszenna része; 2. Rimazsaluzsány része | |
| Remenyiczki   | Remenický                     | ? Remeniny                                                                  | Remenye | A családnévhez pontosan illő helynevet (pl. Remenice) nem sikerült adatolni, így lehet, hogy a Remeník (< remeň 'szíj) ragadványnévhez alkotott lengyeles apanév.                                                                           |
| Sajben        | Šajben (Šajbän)               | Šajba [Strelníky]                                                           | Sajba [Sebő] | Lehet ragadványnév is a šajba 'tárcsa, korong, abroncs, kör alakú alátét' szóból. |
| Sipicki       | Šipický                       | Šipice                                                                      | Sipék (Teszér része) | |
| Strben        | Štrben (Štrbän)               | Štrba                                                                       | Csorba | Lehet ragadványnév is a štrba 'csorba, foghíj' szóból. |
| Szkaliczki    | Skalický                      | Skalica                                                                     | 1. Szakolca; 2. Zólyombrézó része; 3. Ocsova [Nagyócsa] része | |
| Sztraczinszki | Stracinský                    | (Malé / Veľké) Straciny                                                     | (Kis- / Nagy-) Sztracin [Kis-/Nagyhalom] | |
| Tilovszki     | Tilovský                      | ? Tylov                                                                     | – | Az alkalmas szlovák településnév adatolhatatlansága felveti, hogy egy Tylov (< tylo 'nyakszirt', német Till szn.) személynévhez lengyeles képzett apanév.                                                                                   |
| Turovszki     | Turovský                      | I. Turová; II. (Veľké / Dolné / Stredné / Horné) Turovce                    | I. Turova [Zólyomtúr]; II. (Nagy- / Kis- / Közép- / Felső-) Túr | |
| Unyatyinszki  | Uňatínsky                     | Uňatín                                                                      | Unyatin [Unyad] | |
| Valkovszki    | Valkovský                     | Valkovce                                                                    | Valykóc [Vajkvágása] | |
| Vidovenyecz   | Vidovenec                     | ? Vidovany                                                                  | Vidovány | Felvetődhet, hogy nem (csak) lakosnév, hanem a vdova 'özvegy' szóból -en-ec képzőbokorral alkotott ragadványnév. |
| Visnyovszki   | Višňovský                     | I. Višnov; II. Višňové                                                      | I. Visnyó; II. 1. Alsóvisnyó; 2. Kisvisnyó; 3. Felsővisnyó | |
| Vrbovszki     | Vrbovský                      | I. Vrbov; II. Vrbovce; III. Vrbové; IV. Vrbovec                             | I. Ménhárd; II. 1. Verbóc; 2. Rimavarbóc (Bakostörék része); III. Verbó; IV. Kisverbóc (Nagymihály része) | |
| Zahoran       | Záhoran                       | l. Záhorský                                                                 | | |
| Zahorszki     | Záhorský                      | I. Záhor, II. Horné Zahorany, III. Záhorce, IV. Záhorie                     | I. Zahar; II. Tóthegymeg / Zahorani; III. Záhorce [Erdőmeg]; IV. Hegyentúl (régió) | |
| Zelenyánszki  | Zeleňanský, Zelenianský       | ? Zelené                                                                    | Zelene [Ipolyszele] (Poltár része) | |
| Zelyenák      | Zelenák                       | ? Zelené                                                                    | Zelene [Ipolyszele] (Poltár része) | Bella a lakosnevek közt említi, de valószínűbb, hogy zelený 'zöld' melléknévből személynévről van szó, mert kis helyek estén az -ák nem tipikus képző.                                                                                      |
| Zlehovszki    | Zlechovský, Zliechovský       | Zliechov                                                                    | Zljechó [Zsolt] | A ch > h hangváltozás vélhetően magyarosodás eredménye. |
| Zsibrita      | Žibrita                       | Žibritov                                                                    | Zsibritó | Bella a lakosnevek közt említi, de valószínűbb, hogy a német Siegfried személynév cseh-szlovák alakjának továbbképzése. Képzőtlen lakosnévként magyaros névadás lenne ugyanakkor nem a magyar helynévi formából.                            |
| Zsilinszki    | Žilinský                      | Žilina                                                                      | Zsolna | |

Írásváltozatok: pl.
y - i (Opauszki/Opauszky),
cz - c (Kociha/Kocziha),
a - á (Osgyan/Osgyán).

## A táj, a vidék, a lakóhely, a szálláshely alapján
Lipták, Majernyik, Machnács (Mochnács), Povázsai, Szpisiak (Szpisják), Turcsan (Turcsányi), Zdolik, Zsibrita

## A foglalkozás és a hivatás alapján
| Vezetéknév                   | Szlovák írásmód             | Eredet                | Jelentés, magyarázat |
| ---------------------------- | --------------------------- | --------------------- | --- |
| Bacsa                        | Bača                        | bača                  | juhász(gazda), számadó juhász |
| Brdár                        | Brdár                       | brdár                 | takácsborda-készítő, teknővájó |
| Csizmár                      | Čizmár                      | čižmár                | csizmadia {a név z-ző szlovák nyelvjárási formából származik}                                                                                         |
| Gajdács                      | Gajdáč                      | gajdiť + -áč          | dudás; aki dudán játszik. |
| Gajdos                       | Gajdoš                      | gajdoš                | dudás |
| Gyebnár                      | Debnár                      | debnár                | kádár |
| Hajtman                      | Hajtman                     | hajtman               | 1. hetman <katonai vezető>; 2. (járási, tartományi) főnök, közigazgatási hivatal vezetője <Csehországban, Ausztriában>; 3. községi szolga, mezőőr.    |
| Hugyecz                      | Hudec                       | hudec                 | zenész |
| Knyihár                      | Knihár                      | knihár                | könyvkötő |
| Koleszár                     | Kolesár                     | kolesár               | 1. bognár, kerékgyártó; 2. sarlósfecske (Apus apus)                                                                                                   |
| Kolimár                      | Kolimár                     | kolimaha + -ár        | parádéskocsis |
| Koritár                      | Korytár                     | korytár               | teknővájó |
| Koszec                       | Kosec                       | kosec                 | kaszás, arató |
| Krajcsó                      | Krajčo, Krajčov             | krajčír               | szabó {a foglalkozásnév személynévként, apanévként továbbképezve}                                                                                     |
| Mazán                        | Mazan, Mazán                | maz (+ -an)           | 1. kenőcs, máz; 2. enyv, csiriz {inkább ragadványnév, mint foglalkozásra vagy hivatásra utaló}                                                        |
| Mlinár; Mlinárik; Mlinárcsik | Mlynár; Mlynárik; Mlynárčik | mlynár                | molnár {a hosszabb alakok kicsinyítő képzős származékok}                                                                                              |
| Oszlács                      | Osláč                       | osla + -áč            | fenőköves, kaszaköves |
| Pekár; Pekárik               | Pekár; Pekárik              | pekár                 | pék {a hosszabb alak kicsinyítő képzős származék} |
| Ribár                        | Rybár                       | rybár                 | halász |
| Szudák                       | Sudák                       | sud + -ák             | hordós {az -ák képző miatt inkább ragadványnév, mint foglalkozásnév}                                                                                  |
| Valach                       | Valach                      | I. valach; II. Valach | I. magashegyi (juh)pásztor; II. v(a)lach <vándorló állattartással foglalkozó, a Balkánról a Keleti-Kárpátokon keresztül bevándorolt népcsoport tagja> |
| Vozár; Vozárik               | Vozár; Vozárik              | voziar, vozár         | fuvaros {az -ár végű forma nyelvjárási; a hosszabb alak kicsinyítő képzős származék}                                                                  |
| Zámecsnik                    | Zámečnik                    | zámočník, zámečník    | lakatos {az e-s forma nyelvjárási} |

## Lelki-testi tulajdonság, alkat és testrész alapján
| Vezetéknév           | Szlovák írásmód | Eredet                             | Jelentés, magyarázat |
| -------------------- | --------------- | ---------------------------------- | --- |
| Bauko, Baukó         | Bauko, Bavko    | I. baviť sa; II. Balko             | I. mulat, valahol időzik; II. esetleg a Bal- kezdetű régi nevekből (pl. Baltazar, Baldvin) származó Balko név nyelvjárási alakja                                        |
| Brhlik               | Brhlík          | I. brhlať; II. brhliť; III. brhlík | I. köhög; II. dörzsöl, súrol; III. csuszka <madár> (Sitta spp.) |
| Cservenák            | Červenák        | červený                            | piros, vörös, rőt |
| Csiernyik, Csjernyik | Čiernik         | čierny                             | fekete |
| Darida               | Darida          | ? dariť sa                         | sikerül, jól megy |
| Holec                | Holec           | holý                               | kopasz; csupasz |
| Hugyik               | Hudík           | húsť                               | hegedül, <vonós hangszeren> játszik |
| Kostyál              | Košťal, Koštial | koštiaľ                            | (nagy darab) csont |
| Kraszko, Kraszkó     | Krasko          | krásny                             | szép |
| Krekács              | Krekáč          | I. krk; II. krek                   | I. nyak; II. hangutánzó szó |
| Krnács               | Krnáč           | krnieť                             | satnyul, csenevészedik, korcsosul |
| Malik                | Mälík           | malý                               | kicsi |
| Mekis                | Mäkkýš          | mäkký                              | lágy, puha |
| Obsuszt              | Obšúst, Ošúst   | obsúchať                           | elhord, elnyű – vö. cseh ošusta 'toprongyos ember' |
| Szpevár              | Spevár          | spevár                             | <régies> énekes – a mai nyelvben spevák |
| Zuba                 | Zuba            | zuba                               | fog |
| Zubko                | Zubko           | zuba                               | fog |
| Zsdila               | Ždila           | ? I. ždať; II. žderati; III. žila  | I. óhajt, vár; II. talán a szerb-horvát 'fal, habzsol' ige esetleges szlovák megfelelője; III. ér, véredény; <nyelvjárási> ín [a ž- > žď- változáshoz vö. žiar > Ždiar] |
| Zsilák               | Žilák           | žila                               | ér, véredény; <nyelvjárási> ín |

## Élelmiszerek, tárgyak nevei, családi és társadalmi állapot
| Vezetéknév     | Szlovák írásmód | Eredet              | Jelentés, magyarázat                                                           |
| -------------- | --------------- | ------------------- | ------------------------------------------------------------------------------ |
| Guliga         | Guliga          | guľa                | 1. golyó; 2. <népies> gombóc – kárpátukrán, valach toldalékkal képezve         |
| Gulkás         | Gulkáš, Guľkáš  | guľka               | golyó, golyócska – szlovák alapszóból alkotott magyar melléknév                |
| Gyucha         | Ďucha           | jucha               | savanyú káposztaleves                                                          |
| Kmety, Kmetykó | Kmeť, Kmeťko    | kmeť                | 1. agg(astyán); 2. falusi bíró                                                 |
| Králik         | Králik          | I. kráľ; II. králik | I. király; II. a) üregi nyúl, házinyúl (Oryctolagus); b) margaréta             |
| Kudlák         | Kudlák          | kudliť sa           | gubancolódik, bozontossá válik                                                 |
| Kvasz          | Kvas            | kvas                | kovász                                                                         |
| Prisztavok     | Prístavok       | prístavok           | 1. melléképület; 2. olyan férfi, aki lányos házba nősül, özvegyhez megy férjül |
| Zemencsik      | Zemänčik        | zeman               | köznemes                                                                       |

## Állatok és növények nevei
| Vezetéknév       | Szlovák írásmód          | Eredet                             | Jelentés, magyarázat |
| ---------------- | ------------------------ | ---------------------------------- | --- |
| Baranka          | Baranka                  | baran                              | kos, juh hímje |
| Belica; Beliczay | Belica; Belicay, Belicaj | belica                             | 1. állasküsz (Chalcalburnus spp.), <nyelvjárási> ezüst keszeg (Abramis bjoerkna); 2. fehér szőrű juh (tehén, kecske); 3. fehér színű szilva- v. cseresznyefajta |
| Brhlik           | Brhlík                   | I. brhlík; II. brhlať; III. brhliť | I. csuszka <madár> (Sitta spp.); II. köhög; III. dörzsöl, súrol                                                                                                 |
| Cibula, Czibulka | Cibuľa                   | cibuľa                             | vöröshagyma |
| Csicsely         | Číčeľ                    | čičeľ                              | <nyelvjárási> csicseriborsó |
| Fiala            | Fiala                    | fiala                              | 1. viola, estike (Matthiola spp.); 2. sárgaviola (Cheiranthus sp.); 3. <régies, nyelvjárási> ibolya, árvácska (ez utóbbi a mai nyelvben fialka)                 |
| Hraskó           | Hraško                   | hrach                              | borsó |
| Hruz             | Hrúz                     | hrúz                               | küllő <hal> (Gobio spp.) |
| Kohut            | Kohút                    | kohút                              | kakas |
| Králik           | Králik                   | I. králik; II. kráľ                | I. a) üregi nyúl, házinyúl (Oryctolagus); b) margaréta; II. király                                                                                              |
| Szlávik          | Slávik                   | slávik                             | fülemüle (Luscinia spp.), csalogány. - De lehet a -slav végű személynevek becézője is                                                                           |
| Szikora          | Sýkora                   | sýkora                             | <régies> cinege – a mai szlovák nyelvben sýkorka |
| Szluka, Szlyuka  | Sluka, Sľuka             | sluka                              | szalonka (Scolopax spp.) |
| Vlcsko           | Vlčko                    | vlk                                | farkas |

## Egyéb és bizonytalan etimológiájú nevek
| Vezetéknév        | Szlovák írásmód | Eredet    | Jelentés, magyarázat |
| ----------------- | --------------- | --------- | --- |
| Beracka           | Beracka         | ? baracka | <alföldi szlovák nyelvjárási> őszibarack – de összefüggés lehet a régi magyar Berec(k) személynévvel, ill. az (o)brať 'szed' igével is |
| Csiaki            | Čiaki, Čiaky    | -         | A magyar Csáki, Csáky vezetéknév szlovákosodása                                                                                        |
| Guza              | Guza            | —         | vö. lengyel guz 'dudor', szerb-horvát guza 'ülep'                                                                                      |
| Ursziny, Urszinyi | Ursíni, Ursíny  | ? ursa    | Latinosított alak vélhetően a szlovák Medveď 'medve' > latin ursa 'nősténymedve' fordítás alapján                                      |